# Myocardite à cellules géantes
La myocardite à cellules géantes est une forme rare de myocardite, très souvent fatale , caractérisée par l'infiltration du muscle cardiaque par des cellules géantes.

## Épidémiologie
Elle survient chez l'adulte, vers la quarantaine. L'incidence annuelle est de l'ordre d'un cas par million de personnes.

## Cause
Elle reste inconnue. Une participation immunitaire est probable avec une inflammation sur activation des lymphocytes T.

## Description
Elle se présente sous forme d'un myocardite fulminante avec dégradation rapide de la fonction systolique.

## Diagnostic
Le diagnostic se fait par la biopsie endomyocardique. Toutefois l'atteinte peut ne concerner qu'une partie du cœur et des prélèvements répétées sont parfois nécessaires. L'analyse histologique montre un infiltrat inflammatoire avec présence de cellules géantes multinucléées, d'éosinophiles et de lymphocytes. La biopsie peut cependant être normal dans un cas sur six.
L'imagerie ne montre pas d'anomalie spécifique par rapport aux autres causes de myocardite, que cela soit à l'échocardiographie ou à l'IRM cardiaque.
Le taux sanguin de troponine n'est pas corrélé avec la sévérité du tableau.

## Évolution
Elle évolue fréquemment vers une insuffisance cardiaque réfractaire, nécessitant parfois une transplantation cardiaque, malgré le risque de récidive sur le greffon. Le risque de trouble du rythme ventriculaire ou de bloc atrio-ventriculaire est important.

## Traitement
Le traitement symptomatique repose sur celui de l'insuffisance cardiaque. Un traitement immunosuppresseur permet d'améliorer, le plus souvent partiellement, les signes. Ce traitement doit être continué à long terme devant un risque de récidive. En cas d'inefficacité, le recours à la transplantation cardiaque est proposé. La pose d'un défibrillateur automatique implantable est très souvent proposé devant l'importance d'un risque de trouble du rythme ventriculaire. 